# Basilica dell'Immacolata Concezione (Agrigento)
La chiesa di San Francesco o basilica dell’Immacolata si trova nel centro storico di Agrigento, in Via San Francesco d’Assisi.

## Storia
Il sito dove sorge la basilica dell’Immacolata fu adibito a luogo sacro dal XIV secolo, quando vennero eretti, per volere della famiglia Chiaramonte, una piccola chiesa e un convento di frati francescani, i resti del quale sono ancora visibili accanto a quelli della basilica.
L’edificio, inizialmente noto come chiesa di San Francesco, assunse la forma attuale dal 1788 e venne successivamente intitolato all’Immacolata Concezione ed elevato al rango di basilica minore nel 1940, per volere di papa Pio XII.
Subì danni durante la Seconda guerra mondiale, ma fu restaurata su impulso del parroco monsignor Michele Sclafani.
Ogni anno vi si svolge la festa dell’Immacolata Concezione, molto sentita ad Agrigento.

## Descrizione

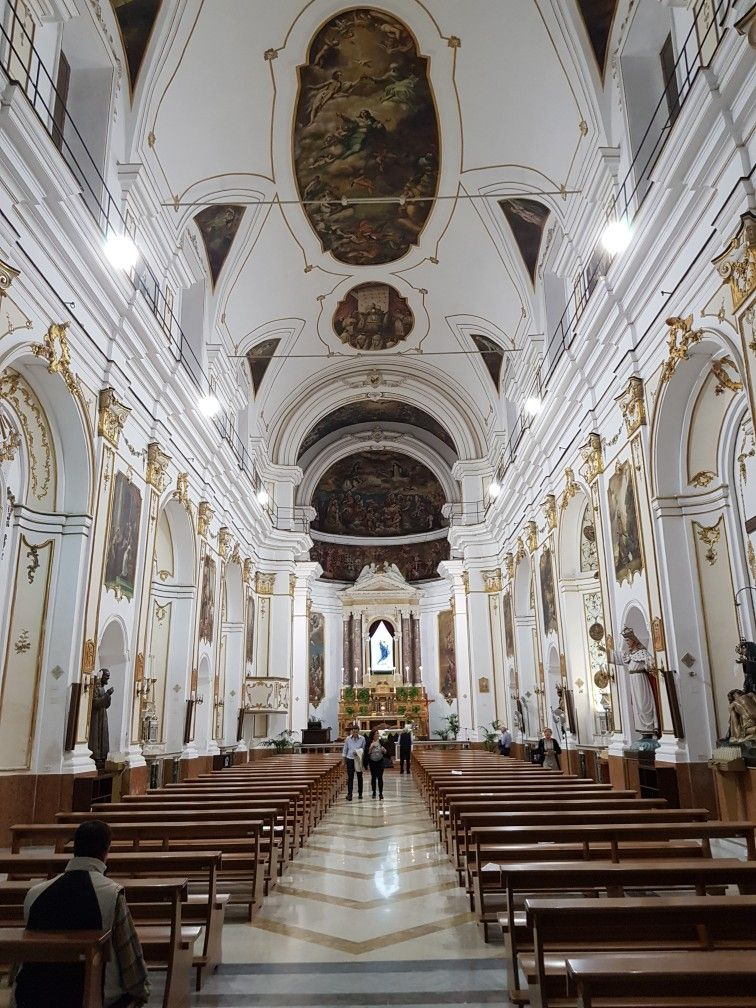
Interno della Basilica

La chiesa è in stile barocco, con una facciata in tufo arenario, sviluppata su tre torri: due campanili e un’altra, dove vi è una statua di San Francesco, in marmo bianco.
L’interno è a una sola navata, nella quale si trovano alcuni affreschi di Sebastiano Consoli, una statua della Madonna e un crocifisso ligneo  dell’XVIII secolo, realizzato da Vittorio Cardinale.
La chiesa possiede un grande organo a canne, costruito nel 1948 dalla ditta organaria Mascioni di Cuvio: lo strumento possiede 2 tastiere di 58 tasti ciascuna, una pedaliera concavo-radiale di 30 note e 28 registri sonori, con un totale di quasi 2000 canne. 
Precedentemente vi era collocato nel presbiterio un secondo organo, che venne completamente distrutto dai bombardamenti della Seconda guerra mondiale.